# Längsflöte

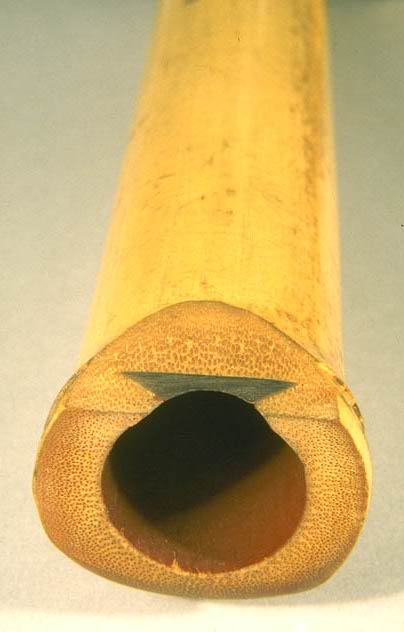
Angeschrägte Anblaskante einer japanischen shakuhachi

Eine Längsflöte, auch endgeblasene Flöte oder randgeblasene Flöte, englisch end-blown flute oder rim-flute, ist eine endangeblasene Flöte, bei welcher der Spieler gegen den Rand der oberen Rohröffnung bläst. Längsflöten werden in mehr oder weniger großem Winkel nach unten und geradeaus nach vorn oder gelegentlich etwas zur Seite gehalten. Nach der Klassifizierung in der Hornbostel-Sachs-Systematik (421.11) werden Längsflöten von durch ein seitliches Loch in der Röhre angeblasenen Querflöten (421.12) und von Kernspaltflöten (421.2) unterschieden.
Kernspaltflöten werden zwar auch üblicherweise längs am oberen Ende angeblasen, bei ihnen wird aber der Luftstrom durch eine Spalte an eine scharfe Kante an der Seite des Rohrs gelenkt. Zu den Längsflöten gehören Kerbflöten, die am oberen Rand eine Einkerbung besitzen, gegen die der Luftstrom gelenkt wird. Bandflöten (wie die indonesische suling und die thailändische khlui) sind hingegen typologische Varianten der Kerbflöten.

## Beispiele
- Bilûr, kurdische Hirtenflöte
- Dudka, Hirtenflöten, darunter auch Kernspaltflöten, in Russland und Belarus
- Kaval, Hirtenflöte in der Türkei
- Ney, arabische, persische, türkische Längsflöte
- Oja der Igbo in Nigeria
- Quena, Südamerika
- Schabbaba in der arabischen Volksmusik
- Shakuhachi, japanische Bambusflöte
- Saluang, Bambusflöte in Sumatra
- Tsuur, Holzflöte mit drei Grifflöchern in der Mongolei
- Xiao, chinesische Bambusflöte

Panflöten sind gebündelte Längsflöten. Eintonflöten ohne Fingerlöcher wie die hindewhu der zentralafrikanischen Pygmäen gelten als entwicklungsgeschichtliche Vorläufer der Panflöten.
Obertonflöten sind meist an beiden Enden offene Längsflöten ohne Fingerlöcher. Eine Anzahl von Tönen der Naturtonreihe lässt sich durch unterschiedlichen Blasdruck erzeugen. Hierzu gehören die rumänische tilincă und die norwegische seljefløyte. Im praktischen Spiel zwei Töne produziert die äthiopische Flöte ohne Fingerlöcher embilta.
Eine seltene Kombination aus einer Längsflöte mit zwei bis drei Fingerlöchern und einer Gefäßflöte ist die ombgwe im südlichen Afrika.